# مسرشمیت پی.۱۱۰۸
مسرشمیت پی. ۱۱۰۸ (به انگلیسی: Messerschmitt P.1108) یک هواگرد ساختِ کارخانهٔ مسرشمیت در کشور آلمان است. نخستین استفاده‌کنندهٔ این هواپیما نیروی هوایی آلمان نازی بوده‌است.